# АпАРТе
Московский драматический театр «АпАРТе» — государственное бюджетное учреждение культуры города Москвы, основанный в 1998 году Андреем Геннадьевичем Любимовым.

## Московский драматический театр «АпАРТе»
Государственное бюджетное учреждение культуры города Москвы – Московский драматический театр «АпАРТе» основан в 1998 году. Художественный руководитель театра — Андрей Геннадьевич Любимов, директор театра — Иван Афанасьевич Сигорских.
Название театра образовано от французского и итальянского сценического термина (a part, a parte), означающего монологи или реплики, направленные в публику. Этот приём широко применялся ещё в античной драме для объяснения мыслей, чувств и намерений действующих лиц.

## История

Иван Сигорских

В 1987 году режиссер Андрей Любимов создал театр-студию «Группа Граждан». Ставили М. Булгакова, Ф. Искандера, А. Толстого, Ж. Верна, сотрудничали с балетмейстером М. Лавровским, голландским хором «Рот-Фронт», фольклорными и джазовыми коллективами. Широкую известность получил спектакль «Приглашение на казнь» по роману В. Набокова, который играли в троллейбусе, следовавшем по Бульварному кольцу от Трубной площади до Пречистенской набережной. В начале 90-х «Группа Граждан» преобразована в Московский центр сценического искусства «АпАРТе», Андрей Любимов ставил спектакли совместно с Берлинским Orphtheater (Theater im Schokohof) и Парижским ARIATEATRO, а также Московским театром «ОКОЛО дома Станиславского».
С 1998 года МДТ «АпАРТе» работает в статусе государственного учреждения культуры. В 2015 году открыта новая сцена театра на улице Александра Солженицына с залом на 110 зрительских мест, оборудованном местами для малоподвижных граждан.
Кроме собственных спектаклей на сцене «АпАРТе» проходят дипломные спектакли студентов РАТИ, школы-студии МХАТ и других театральных училищ Москвы, осуществляются совместные проекты театра и Всероссийского семинара драматургов СТД РФ, проводится презентация пьес-победителей международного конкурса драматургии «Баденвайлер» — конкурса работ зарубежных авторов, пишущих на русском языке.
Спектакли театра отмечены наградами фестивалей «Театральная площадь» (за спектакль «По поводу мокрого снега») , «Новая драма» (за лучшую женскую роль в спектакле «Начиталась Чехова»), «Камерная осень», «Золотой век», «Открытая сцена», «Молодые театры России» и других.
В разные годы на сцене театра играли и играют народные артисты РФ Юльен Балмусов, Евгения Добровольская, Иван Агапов; заслуженные артисты РФ Инга Оболдина, Иван Сигорских, Владимир Воробьёв, Галина Виноградова.

## Репертуар
- «Собеседование». Д. Степанян. Режиссер Д. Степанян.
- «Не Анна Каренина». По мотивам романа Л.Н. Толстого. Режиссер Г. Черепанов.
- «Печальная комедия». А. Володин. Режиссер Н. Григорьева.
- «Игроки». Н.В. Гоголь. Режиссер Д. Ефремов.
- «На дне (Солнце всходит и заходит...)». М. Горький. Режиссер А. Любимов.
- «О преступлении». Ф.М. Достоевский. Режиссер А. Любимов.
- «Отцы & Дети». И.С. Тургенев. Режиссер А. Любимов.
- «Беда от нежного сердца». В. Соллогуб. Режиссер А. Любимов.
- «Дорога цветов». В. Катаев. Режиссер Т. Архипцова.
- «Агата Кристи. Детектив». А. Кристи. Режиссер А. Любимов.
- «Про Любовь Раневскую». По пьесе А.П. Чехова «Вишневый сад». Режиссер А. Любимов.
- «Гамлет». У. Шекспир. Режиссер Г. Стрелков.
- «С любимыми не расставайтесь». А. Володин. Режиссер А. Гарнова.
- «Обломов. Эпизоды». И.А. Гончаров. Режиссер Н. Григорьева.
- «Пробка». К. Драгунская. Режиссер И. Косичкин.
- «Маленькие трагедии (Собранье пёстрых глав...)». А.С. Пушкин. Режиссер А. Любимов.
- «Ревизор. 1835». Н.В. Гоголь. Режиссер А. Любимов.
- «Станционный смотритель». А.С. Пушкин. Режиссер Г. Стрелков.
- «Solaris. Дознание». С. Лем. Режиссер А. Любимов.
- «Пожалел дурак дурочку». С. Руббе. Режиссер И. Сигорских.
- «Dверь. Rock’n’Roll мистерия». М. Белая. Режиссер И. Колдаре.
- «Русское лото, или 200 лет вместе». Катя Рубина. Режиссер Ю. Голубева.
- «Море. Звезды. Олеандр». Мария Малухина. Режиссер А. Любимов.

### Репертуар для маленьких зрителей
- «Как Иван-царевич ходил счастье искать». И. Колосов. Режиссер Н. Григорьева.
- «Морозко». Ю. Ноздрин. Режиссер Н. Григорьева.
- «Сказка о царе Салтане». А.С. Пушкин. Режиссер Н. Григорьева.
- «Мой друг ёжик». С.Г. Козлов. Режиссер Н. Григорьева.
- «Спасти капитана Гранта». Ж. Верн. Режиссер А. Любимов

## Труппа театра
- Засл. арт. РФ Владимир Воробьёв
- Засл. арт. РФ Галина Виноградова
- Засл. арт. РФ Иван Сигорских
- Юлия Голубева
- Андрей Любимов
- Ольга Додонова
- Алексей Никульников
- Елена Старостина
- Александр Иванков
- Анастасия Зыкова
- Андрей Зеленский
- Андрей Сычев
- Мария Говорова
- Лилия Соловьева
- Денис Лапега
- Давид Степанян
- Антонина Комиссарова
- Михаил Пярн
- Максим Михалёв
- Дарья Десницкая
- Иван Лоскутов
- Виктор Степанян
- Ксения Мон Сор
- Матвей Жизневский
- Андрей Беляев
- Анна Сафронова
- Роман Морозов
- Анатолий Неронов
- Андрей Попов
- Елизавета Ангерт
- Екатерина Вострова
- Елена Кондратьева
- Владислав Неронов
- Ангелина Зинукова

### Приглашенные актеры
- Нар. арт. РФ Евгения Добровольская
- Нар. арт. РФ Иван Агапов
- Иван Косичкин
- Андрей Субботин
- Григорий Баранов
- Сергей Климов
- Платон Побегайло
- Владимир Гориславец
- Владимир Баркалая
- Дмитрий Ефремов
- Никита Люшненко
- Анна Дорофеева
- Денис Бургазлиев
- Виталина Отраднова